# Gudakiemis
Gudakiemis (ryska: Гудакемис) är en ort i Litauen. Den ligger i den södra delen av landet, 90 km sydväst om huvudstaden Vilnius. Gudakiemis ligger 119 meter över havet och antalet invånare är 170.
Terrängen runt Gudakiemis är platt. Runt Gudakiemis är det glesbefolkat, med 13 invånare per kvadratkilometer. Närmaste större samhälle är Perloja, 12,0 km öster om Gudakiemis. I omgivningarna runt Gudakiemis växer i huvudsak barrskog.